# Enchiridion Botanicum
Enchiridion Botanicum (abreviado Enchir. Bot. (Endlicher)) es un libro con ilustraciones y descripciones botánicas que fue escrito por el numismático, político y sinólogo austriaco Stephan Ladislaus Endlicher. Fue publicado en Leipzig en el año 1841 con el nombre de Enchiridion Botanicum Exhibens Classes et Ordines Plantarum.